# Les Roches maudites
Les Roches maudites (Killer Mountain) est un téléfilm américain réalisé par Sheldon Wilson, et diffusé le 27 août 2011 sur Syfy.

## Synopsis
À l'initiative d'un industriel, un groupe de personnes a quitté le Bhoutan dans l'espoir de nouvelles sources de richesse. Quand ils disparaissent tous mystérieusement, une nouvelle équipe est envoyée pour essayer de déterminer ce qui est arrivé à leurs prédécesseurs.

## Fiche technique
- Titre original : Killer Mountain
- Réalisation : Sheldon Wilson
- Scénario : Sheldon Wilson et Peter Sullivan (en)
- Photographie : Neil Cervin
- Musique : Misha Segal (en)
- Société de production : Hybrid
- Durée : 84 minutes
- Pays :  États-Unis

## Distribution
- Emmanuelle Vaugier : Kate Donovan
- Aaron Douglas : Ward Donovan
- Paul Campbell : Tyler
- Crystal Lowe : Nina
- Dale Wilson : Weatherby
- Zak Santiago : Ram
- Robin Nielsen : Ryder
- Mig Macario : Yeshe
- Byron Lawson : Kelden
- Torrance Coombs : Chance
- Curtis Caravaggio : Rogers